# 森田恵子
- アナウンサー。本稿で詳解する。
- 映像作家。「べてるの家」など、障害者関係のドキュメンタリー映像を手がけている。
- 一時、森田恵子の芸名でも活動していたAV女優については姫宮めぐみを参照。

森田 恵子（もりた けいこ、1968年〈昭和43年〉5月16日 - ）は、フリーアナウンサーである。　

## 来歴・人物
岡山県玉野市出身。中学生の頃から、地元・RSKラジオ（山陽放送）の『サンデーベスト』のリスナーで、『Wind BellのMilk』というペンネームではがきを出し、この番組の公開録音にも顔を出していた。
就実高等学校2年の時に第32回NHK杯全国高校放送コンテストに出場し、アナウンス部門で優勝。
高校を卒業する頃の1987年3月、京都市で行われたミス結城紬コンテスト全国大会でグランプリに選ばれる。そのためか、着物を着ることも多い。
ちょうど同じ頃、リスナーだった『サンデーベスト』のスタッフに誘われる形で、就実女子大学（現・就実大学）入学後の1987年4月から第14代目サンベスガールとなり、滝沢忠孝アナ（同番組の五代目パーソナリティ）と一緒に出演する。
大学では放送部に所属、2年生になってからは『サンデーベスト』を聴いた1年生の入部希望者が集まってきたという。また、当時はアマチュアバンドの活動もしていた。
RSKには入社試験に落選。卒業後は瀬戸内海放送へ入社。アナウンサーとしての仕事の他、音楽番組『チョベリグ!』ではディレクターも務めていた。瀬戸内海放送退社後は、NHK岡山放送局契約キャスターを務める。
現在はフリーアナウンサーとして、地元岡山のテレビ・ラジオ番組を担当する他、母校・就実大学で表現文化学科の非常勤講師を務める。
2008年4月1日、おかやまアナウンススクール（2011年、「おかやまアナウンス・ラボ」に名称変更。2012年、株式会社化）を開校。代表講師を務める。パートナー講師は元RSK、TSCのアナウンサーだった遠藤寛子。
著書に『ガレリアを風が吹きぬけ』『和みおかやま』がある。

## 現在の担当番組
- Fresh Morning OKAYAMA  - 毎週水・木曜（FM岡山）

## 過去の担当番組
- モーニングKSB
- ゴルフ夢仙人
- きびきびワイド505（NHK岡山）
- ワイド!スクランブル(中継リポーター)
- チョベリグ!(ディレクター)